# فرودگاه نویکسوت
فرودگاه نویکسوت (به انگلیسی: Nuiqsut Airport) یک فرودگاه همگانی بهره‌برداری هوایی با کد یاتا NUI است که یک باند فرود شن دارد و طول باند آن ۱۳۲۴ متر است. این فرودگاه در شهر نوئیکسوت، آلاسکا کشور ایالات متحده آمریکا قرار دارد و در ارتفاع ۱۲ متری از سطح دریا واقع شده‌است.